# Wyszomierz (gromada)
Wyszomierz – dawna gromada, czyli najmniejsza jednostka podziału terytorialnego Polskiej Rzeczypospolitej Ludowej w latach 1954–1972.
Gromady, z gromadzkimi radami narodowymi (GRN) jako organami władzy najniższego stopnia na wsi, funkcjonowały od reformy reorganizującej administrację wiejską przeprowadzonej jesienią 1954 do momentu ich zniesienia z dniem 1 stycznia 1973, tym samym wypierając organizację gminną w latach 1954–1972.
Gromadę Wyszomierz z siedzibą GRN w Wyszomierzu utworzono – jako jedną z 8759 gromad na obszarze Polski – w powiecie nowogardzkim w woj. szczecińskim na mocy uchwały nr V/48/54 WRN w Szczecinie z dnia 5 października 1954. W skład jednostki weszły obszary dotychczasowych gromad Długołęka, Krasnołęka, Nowe Wyszomierki, Olchowo i Wyszomierz ze zniesionej gminy Długołęka w tymże powiecie. Dla gromady ustalono 11 członków gromadzkiej rady narodowej.
1 stycznia 1962 do gromady Wyszomierz włączono miejscowość Sąpolnica ze zniesionej gromady Korytowo oraz przysiółek Kościuszki z miejscowości Kościuszki ze zniesionej gromady Węgorza w tymże powiecie.
1 stycznia 1972 do gromady Wyszomierz włączono tereny o powierzchni 546,44 ha (wraz z miejscowościami Radłowo, Wszemierz i Zamulne) z miasta Nowogardu w tymże powiecie, po czym gromadę Wyszomierz zniesiono, a jej obszar włączono do nowo utworzonej gromady Nowogard w tymże powiecie.